# Pöntsöjärvi
Pöntsöjärvi eller Kulkulommol är en sjö i Finland. Den ligger i kommunen Kittilä i landskapet Lappland, i den norra delen av landet, 900 km norr om huvudstaden Helsingfors. Pöntsöjärvi ligger 246,1 meter över havet. Arean är 21,5 hektar och strandlinjen är 2,47 kilometer lång. Sjön  ingår i Kemi älvs huvudavrinningsområde. 